# فوکوشیرو نوکاگا
فوکوشیرو نوکاگا (به ژاپنی: 額賀 福志郎, Nukaga Fukushirō)؛ زادهٔ ۱۱ ژانویهٔ ۱۹۴۴) سیاستمدار اهل ژاپن که به عنوان رئیس مرئیس مجلس نمایندگان (ژاپن) از اکتبر ۲۰۲۳ مشغول به کار است. عضو حزب لیبرال دموکرات (ژاپن)، او از سال ۱۹۸۳ عضو مجلس نمایندگان (ژاپن) است و نماینده ناحیه دوم استان ایباراکی است. او قبلاً وزیر دارایی (ژاپن) از سال ۲۰۰۷ تا ۲۰۰۸ بود و دو بار به عنوان مدیر کل آژانس دفاع ژاپن و معاون وزیر کابینه خدمت کرد.